# Cantagallo (Italie)
Pour les articles homonymes, voir Cantagallo.
Cantagallo est une commune italienne de la province de Prato, dans la région Toscane.

## Géographie

### Hameaux
Fossato, Gavigno, L'Acqua, Luicciana, Migliana, Gricigliana, La Rocca di Cerbaia, Carmignanello, Usella, Il Fabbro.

### Communes limitrophes
Barberino di Mugello, Camugnano, Montale, Montemurlo, Pistoia, Sambuca Pistoiese, Vaiano, Vernio.

## Administration
| Période                                  | Période | Identité | Étiquette | Qualité |
| ---------------------------------------- | ------- | -------- | --------- | ------- |
|                                          |         |          |           |         |
| Les données manquantes sont à compléter. |         |          |           |         |

## Culture

### Monuments et lieux d'intérêt
- La forteresse de Cerbaia en ruines (XIe siècle).
- La Réserve naturelle d'Acquerino Cantagallo.